# Geisberg (grand cru)
L’alsace grand cru geisberg, ou plus simplement le geisberg, est un vin blanc français produit sur le lieu-dit le Geisberg, situé sur la commune de Ribeauvillé, dans le département du Haut-Rhin, en Alsace.
Il s'agit d'un des cinquante-et-un grands crus du vignoble d'Alsace, bénéficiant chacun d'une appellation mais partageant le même cahier des charges alsace grand cru (avec des contraintes plus rigoureuses que pour l'appellation alsace).

## Histoire
Le Geisberg fait partie en 1983 des vingt-quatre lieux-dits sélectionnés pour devenir les dénominations géographiques de l'appellation alsace grand cru.
Il y a eu depuis quelques modifications : le décret du 1er mars 1984 règlemente les mentions vendanges tardives et sélection de grains nobles au sein de l'appellation et le décret du 24 janvier 2001 réduit les rendements et donne la possibilité de modifier le cahier des charges de chaque dénomination (chaque cru) après avis du syndicat viticole local.
En octobre 2011, tous les grands crus d'Alsace passent du statut de dénominations géographiques au sein d'une même appellation à celle d'appellations partageant le même cahier des charges.

### Étymologie
En allemand, le mot Geiß désigne la chèvre, tandis que le mot Berg désigne la hauteur (colline ou montagne). Geisberg peut donc se traduire par le « mont de la chèvre ».

## Situation géographique

Carte du vignoble alsacien, avec l'indication des grands crus.

Le geisberg est produit en France, dans la région Alsace, plus précisément dans le département du Haut-Rhin, sur la commune de Ribeauvillé à 15 kilomètres au nord de Colmar.
Sur la route des vins d'Alsace, le Geisberg se trouve entre l'Osterberg au nord-est et le Kirchberg de Ribeauvillé au nord-ouest, ces trois crus se trouvant sur la même commune.

### Géologie et orographie
Les vignes poussent sur des marnes dolomitiques du Muschelkalk,,.

### Climatologie
À l'ouest, les Vosges protègent le coteau du vent et de la pluie. Les vents d'ouest dominants perdent leur humidité sur le versant occidental des Vosges et parviennent en Alsace sous forme de foehn, secs et chauds. Les précipitations sont donc particulièrement faibles.
De ce fait, le climat est bien plus sec (Colmar est la station la plus sèche de France) et un peu plus chaud (avec une température annuelle moyenne plus haute de 1,5 °C) que ce qui serait attendu à cette latitude. Le climat est continental et sec avec des printemps chauds, des étés secs et ensoleillés, de longs automnes et des hivers froids.
La station météo de la base de Colmar-Meyenheim (207 mètres) est la plus proche de Ribeauvillé, mais elle est en plaine. Ses valeurs climatiques de 1961 à 1990 sont :
| Mois                              | jan. | fév. | mars | avril | mai  | juin | jui. | août | sep. | oct. | nov. | déc. | année |
| --------------------------------- | ---- | ---- | ---- | ----- | ---- | ---- | ---- | ---- | ---- | ---- | ---- | ---- | ----- |
| Température minimale moyenne (°C) | −2,1 | −1,1 | 1,4  | 4,5   | 8,3  | 11,5 | 13,3 | 12,9 | 10,2 | 6,3  | 1,8  | −1   | 5,5   |
| Température moyenne (°C)          | 0,9  | 2,6  | 6,1  | 9,7   | 13,8 | 17,1 | 19,3 | 18,8 | 15,8 | 10,9 | 5,3  | 1,9  | 10,2  |
| Température maximale moyenne (°C) | 3,8  | 6,3  | 10,8 | 15    | 19,3 | 22,7 | 25,3 | 24,7 | 21,5 | 15,5 | 8,7  | 4,8  | 14,9  |
| Ensoleillement (h)                | 53   | 83   | 128  | 165   | 200  | 223  | 246  | 222  | 176  | 117  | 68   | 52   | 1 724 |
| Précipitations (mm)               | 35,5 | 32,2 | 37,7 | 46,7  | 67   | 67,2 | 59,3 | 63,3 | 46,7 | 37,9 | 47,7 | 40,2 | 581,4 |

## Vignoble

### Présentation
Les parcelles de vigne sont à flanc de coteau, entre 250 et 320 mètres d'altitude, sur des pentes fortes exposées plein sud, au-dessus et au nord du centre-ville de Ribeauvillé.
L'aire plantée est de 8,53 hectares.

### Encépagement
Les vins correspondant à l'appellation d'origine contrôlée alsace grand cru suivie de la dénomination géographique (nom de lieu-dit) Geisberg doivent être produits avec un des cépages suivants : riesling B, pinot gris G, gewurztraminer Rs ou un des muscats (muscat ottonel B, muscat blanc à petits grains B ou muscat rose à petits grains Rs).
Le riesling B est le principal cépage cultivé sur le Geisberg. C'est un cépage au débourrement et à la maturation tardives, nécessitant des coteaux bien exposés au soleil, dont les vendanges peuvent avoir lieu vers la mi-octobre. Par contre, il résiste bien aux gelées d'hiver.
Le gewurztraminer Rs (signifie « traminer aromatique » en allemand) est un cépage rose aux baies orange ou tirant vers le violet. Ce proche parent du savagnin B et du savagnin rose Rs (appelé en Alsace klevener de Heiligenstein) est plutôt vigoureux, produit de gros rendements et donne de meilleurs résultats sur des sols marneux ou calcaires que sur des sols granitiques ou schisteux.
Le pinot gris G (appelé Grauburgunder, « bourguignon gris » en allemand, « malvoisie » dans le Valais ou pinot grigio en Italie) est un cépage fragile et de maturité assez précoce. Il est issu d’une mutation du pinot noir et est donc d’origine bourguignonne, où il est appelé « pinot beurot ». Il donne de meilleurs résultats sur des sols composés de cailloutis calcaires à condition d'être bien drainés grâce à une exposition en coteau.
Les muscats sont rarement cultivés, que ce soit sur l'ensemble du vignoble d'Alsace ou sur les parcelles classées comme grands crus.
Le muscat blanc à petits grains B, appelé aussi « muscat d'Alsace », est originaire de Grèce ; il est cultivé en Alsace depuis au moins le début du XVIe siècle. Il est plutôt précoce.
Le muscat ottonel B est plus récent, découvert au XIXe siècle dans la vallée de la Loire avant d'arriver en Alsace au milieu du siècle. L'ottonel est un hybride du chasselas, il est donc encore plus précoce que l'autre muscat.

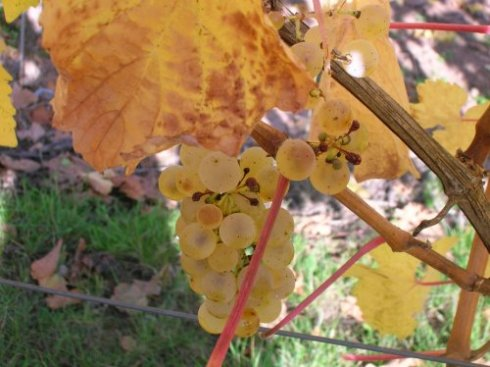
Grappes de riesling B.
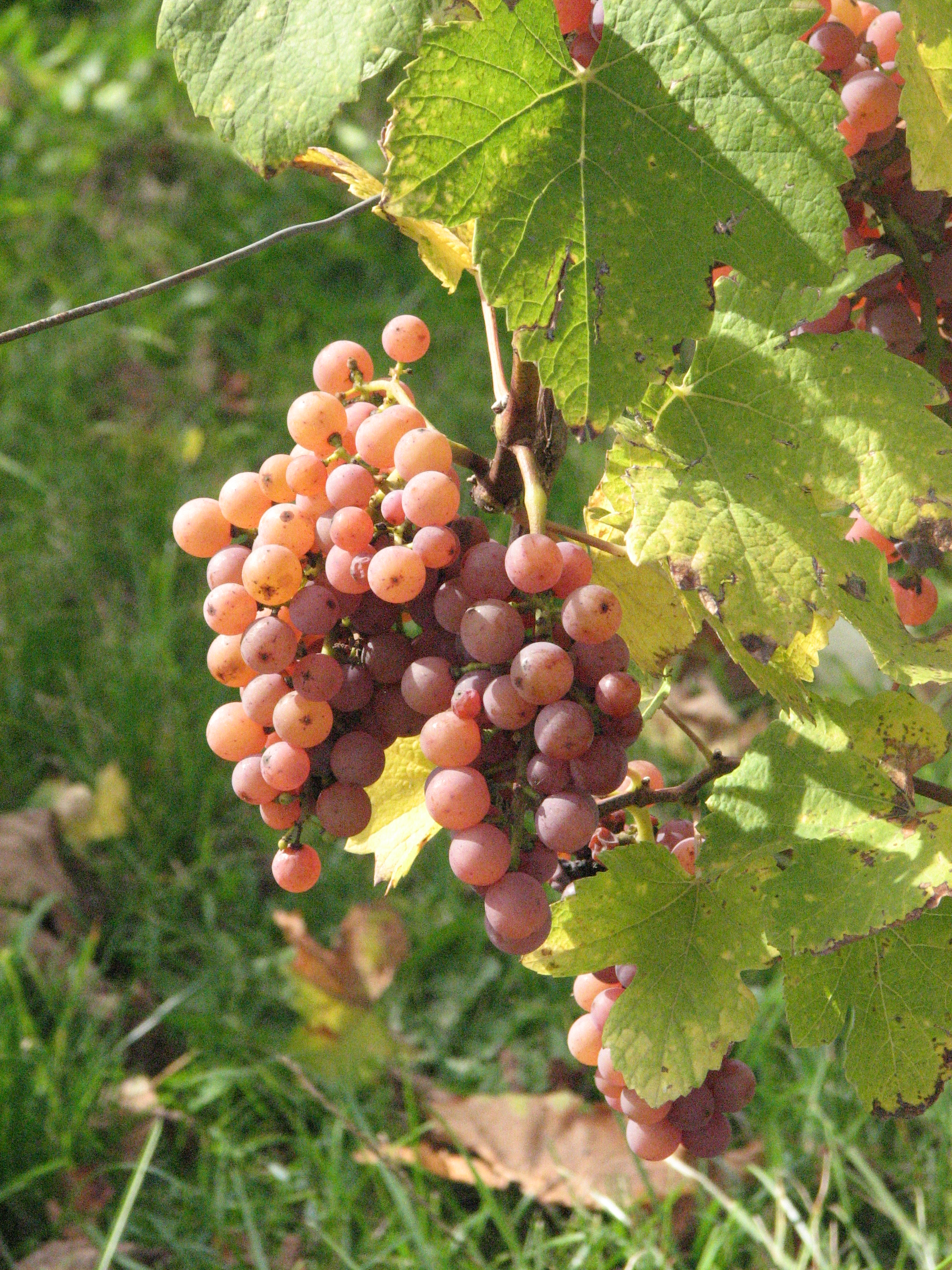
Grappes de gewurztraminer Rs.
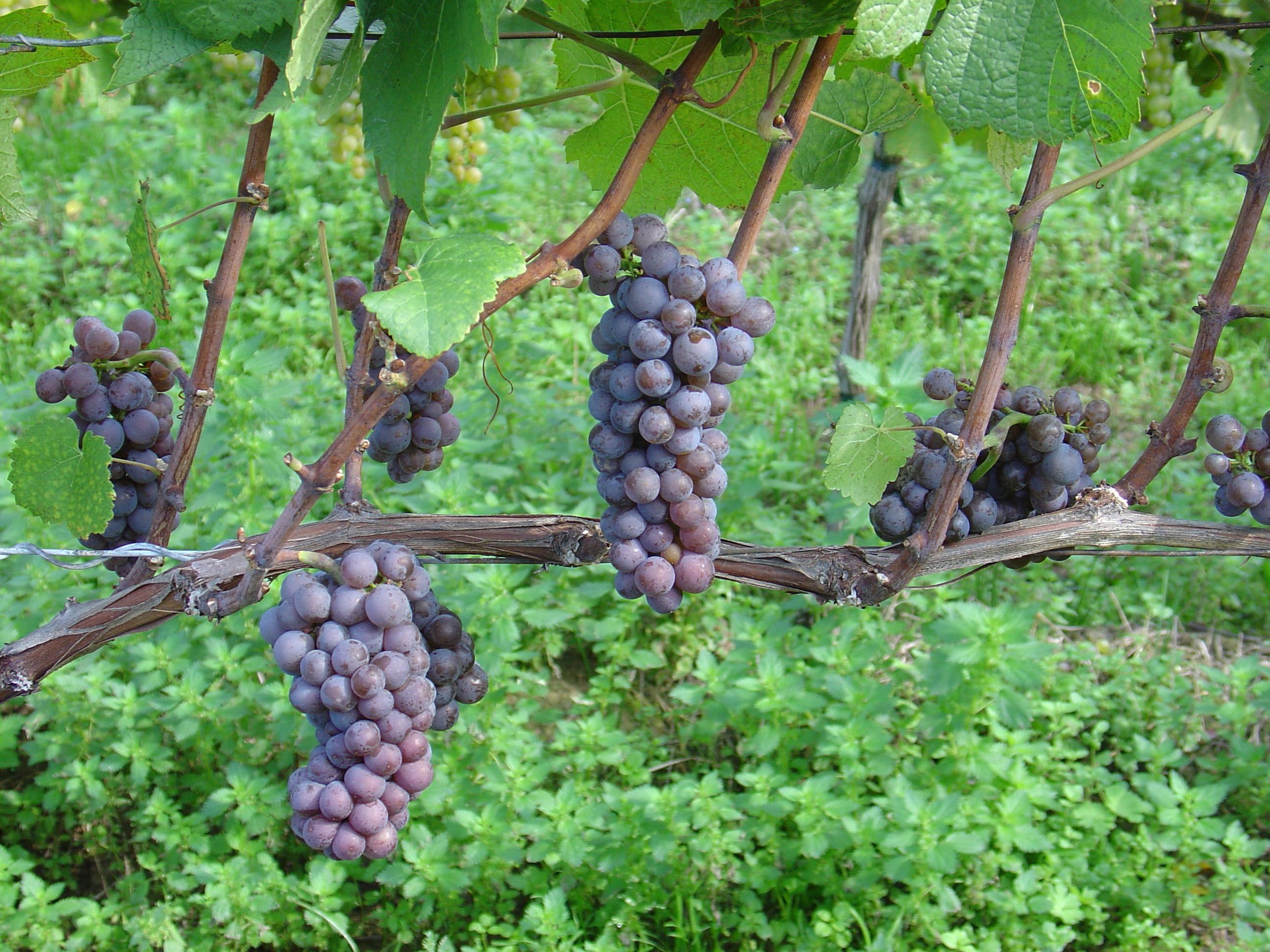
Grappes de pinot gris G.
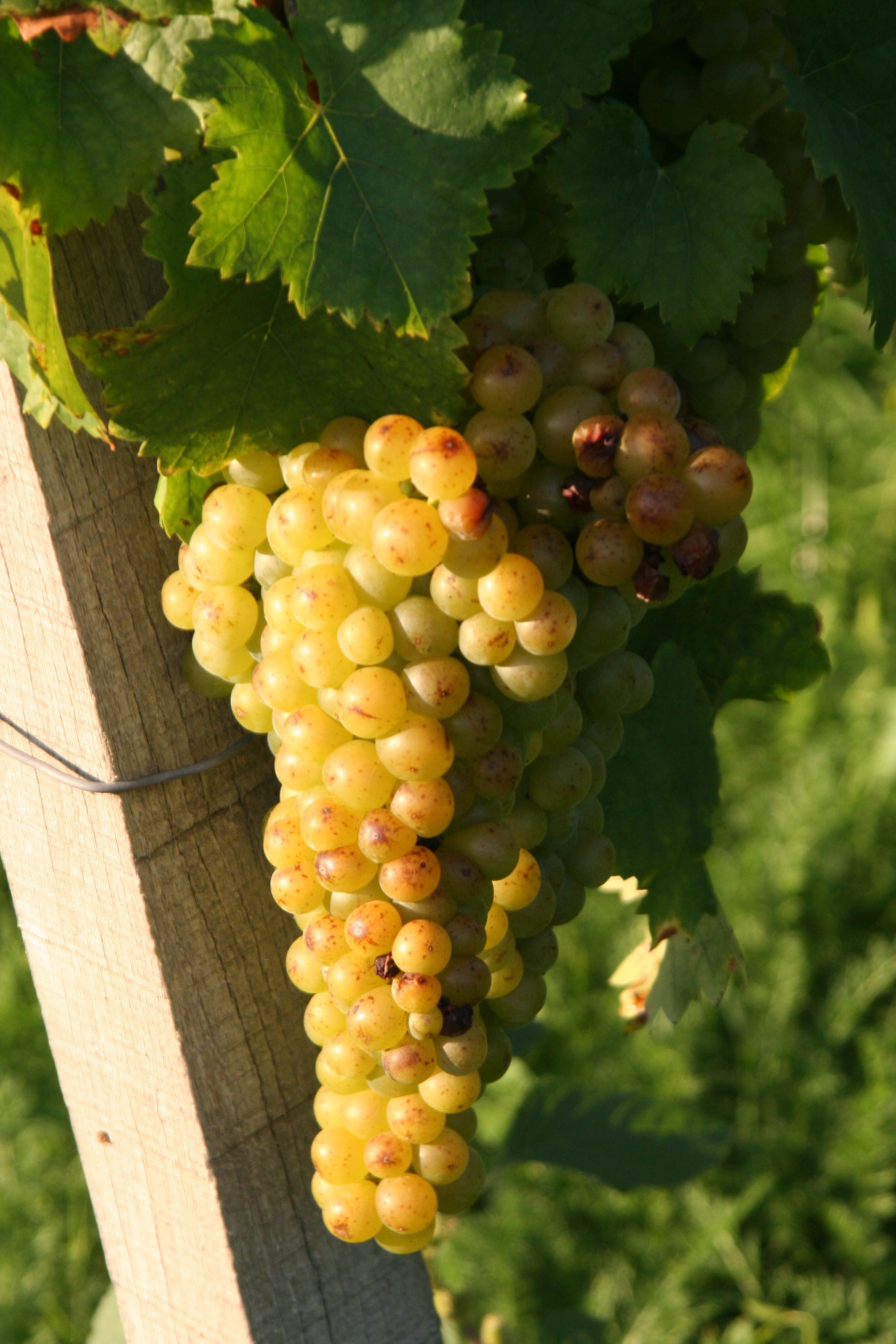
Grappes de muscat blanc à petits grains B.

### Pratiques culturales
Les vignes sont conduites en hautain pour les protéger du gel, avec le feuillage palissé en espalier ; la hauteur de feuillage palissé ne peut être inférieure à 0,675 fois l'écartement entre les rangs.
La taille de la vigne doit se faire en guyot simple ou double avec un maximum de dix yeux par mètre carré de surface au sol pour le cépage gewurztraminer Rs et huit yeux par mètre carré de surface au sol pour les autres cépages.
La charge maximale moyenne à la parcelle est fixée à 10 000 kilogrammes de raisin par hectare.

### Rendements
La limite de rendement de l'ensemble de l'appellation alsace grand cru est fixée à 55 hectolitres par hectare, avec un rendement butoir à 66 hectolitres par hectare, ce qui est très inférieur aux 80 hectolitres autorisés par l'appellation alsace.
Le rendement réel de l'ensemble de l'appellation (les 51 crus alsaciens) est de 50 hectolitres par hectare en moyenne pour l'année 2009. Bien que ce soit très en dessous des rendements moyens du vignoble d'Alsace, il s'agit d'un rendement dans la moyenne française.
Les grands crus d'Alsace doivent être obligatoirement vendangés à la main.

## Vins

### Titres alcoométriques
Les raisins récoltés doivent présenter un titre alcoométrique volumique naturel moyen minimum de 12,5 % vol. pour les cépages pinot gris G et gewurztraminer Rs et de 11 % vol. pour le riesling B et les muscats.
Les vins issus d'un assemblage présentent un titre alcoométrique volumique naturel moyen minimum de 12 % vol.
Ne peut être considéré à bonne maturité tout lot unitaire de vendanges présentant une richesse en sucre inférieure à 193 grammes par litre de moût pour les cépages pinot gris G et gewurztraminer Rs et à 168 grammes par litre de moût pour les autres cépages.
Lorsqu'une autorisation d'enrichissement est accordée, l'augmentation du titre alcoométrique volumique naturel moyen minimum ne peut dépasser 1,5 % vol.
Sur l'avis du syndicat des producteurs du cru, le comité régional d'experts des vins d'Alsace peut proposer annuellement au comité national des vins et eaux-de-vie de l'Institut national des appellations d'origine, pour la dénomination et pour chaque cépage, un titre alcoométrique naturel moyen minimum supérieur et une richesse en sucre des lots unitaires supérieure à ceux susvisés, ainsi qu'un taux d'enrichissement maximum inférieur au taux susvisé.

### Vendanges tardives et grains nobles

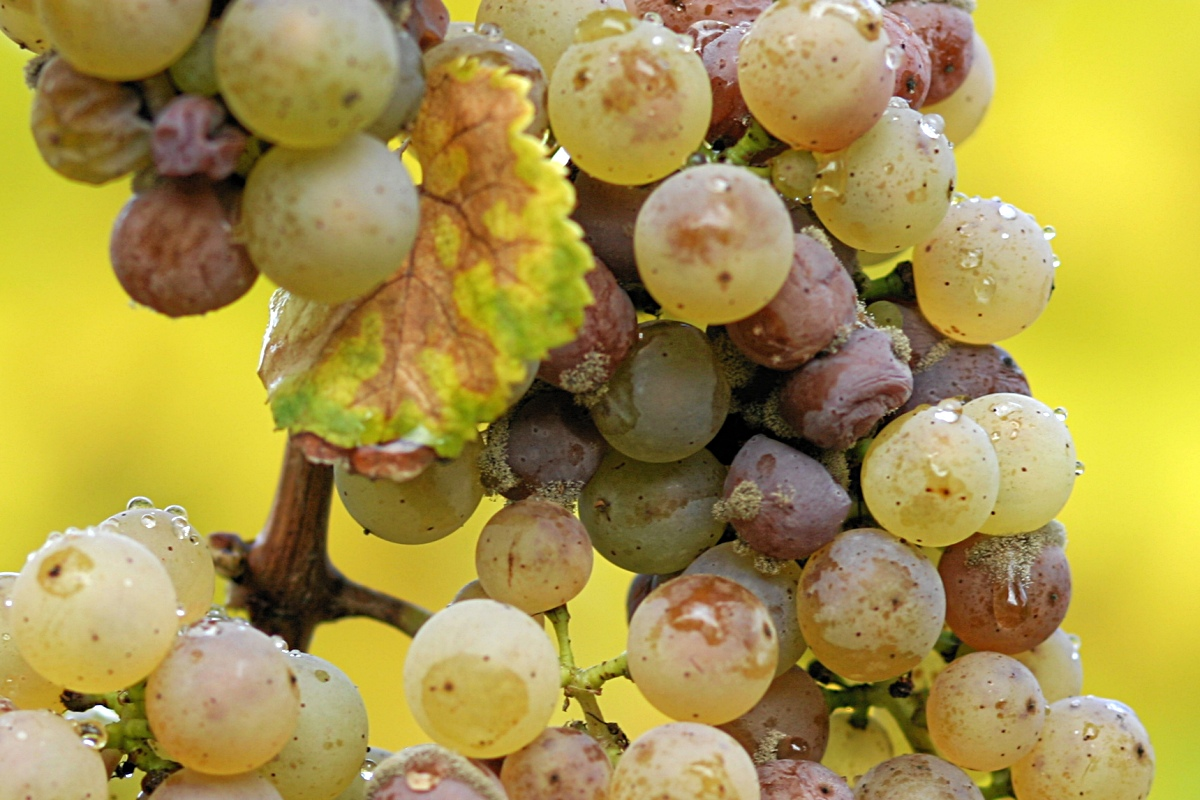
Baies de riesling B touchées par la pourriture noble.

Les vendanges tardives désignent des vins faits à partir de raisins dont la récolte a été retardée pour les obtenir en surmaturité, d'où des vins riches en sucre et en alcool, aux goûts plus puissants, et souvent moelleux. Selon la législation, le moût doit avoir au moins 243 grammes de sucre par litre si c'est du gewurztraminer ou du pinot gris (soit 14,4 % vol. d'alcool potentiel), ou au moins 220 grammes de sucre par litre si c'est du riesling ou un muscat (soit 13,1 % vol. d'alcool potentiel) ; aucune chaptalisation n'est permise.
Quant à une sélection de grains nobles, il s'agit d'un vin fait à partir de raisins récoltés par tris sélectifs successifs des grains atteints de pourriture noble (le champignon Botrytis cinerea), ce qui donne des vins encore plus concentrés, plus sucrés, liquoreux. Selon la législation, le moût doit avoir au moins 279 grammes de sucre par litre si c'est du gewurztraminer ou du pinot gris (soit 16,6 % vol. d'alcool potentiel), ou au moins 256 grammes de sucre par litre si c'est du riesling ou un muscat (soit 15,2 % vol. d'alcool potentiel). Là-aussi aucune chaptalisation n'est permise,.

### Vinification et élevage
Les grands crus d'Alsace doivent être obligatoirement récoltés manuellement.
Le jour de la vendange, à l'arrivée au chai, le raisin est foulé et pressé pour séparer le moût du marc de raisin. Pour ce travail, les pressoirs pneumatiques remplacent progressivement les pressoirs horizontaux à plateau. Puis le moût est mis en cuve pour le débourbage, qui est le soutirage du jus sans les bourbes, soit par filtrage, soit par décantation en attendant qu'elles se déposent au fond de la cuve.
La fermentation alcoolique débute sous l'action de levures indigènes ou de levures sélectionnées introduites lors du levurage : cette opération transforme le sucre du raisin en alcool. La maîtrise de la température de fermentation par un système de réfrigération permet d'exprimer le potentiel aromatique du produit.
La fermentation achevée au bout d'un mois, le vin est soutiré afin d'éliminer les lies. La fermentation malolactique n'est généralement pas réalisée, bloquée par un sulfitage pour conserver son acidité au vin. Ce dernier peut être stocké en cuve pour le préparer à l'embouteillage ou élevé en barrique ou foudres de bois de chêne.
Le vin est soutiré, puis généralement de nouveau filtré avant le conditionnement en bouteilles.

## Économie

### Type de bouteilles
Les vins d'Alsace doivent être mis en bouteille uniquement dans des flûtes, c'est-à-dire des bouteilles du type « vin du Rhin » de 75 centilitres, règlementées par plusieurs décrets.

### Mentions
Dans tout le vignoble d'Alsace, les vins sont le plus souvent identifiés par leur(s) cépage(s) : riesling, gewurztraminer, etc. Cette mention domine l'étiquette même si elle est facultative.
Lors de la création de l'appellation alsace grand cru, le but était clairement de valoriser le terroir. La mention du cépage n'y est pas obligatoire et il est possible de mettre le nom de la dénomination en caractères plus grands que celui du cépage.
Donc plusieurs mentions sur l'étiquette de la bouteille sont possibles, soit simplement le nom de l'appellation et de la dénomination géographique (alsace grand cru Geisberg), soit avec en plus une mention de cépage (riesling, pinot gris, gewurztraminer ou muscat), à laquelle peut être rajoutée la mention sélection de grains nobles ou vendanges tardives, ainsi que le nom d'un lieu-dit au sein de la dénomination :
- alsace grand cru Geisberg ;
- alsace grand cru Geisberg riesling ;
- alsace grand cru Geisberg gewurztraminer ;
- alsace grand cru Geisberg pinot gris ;
- alsace grand cru Geisberg muscat ;
- alsace grand cru Geisberg vendanges tardives riesling ;
- alsace grand cru Geisberg vendanges tardives gewurztraminer ;
- alsace grand cru Geisberg vendanges tardives pinot gris ;
- alsace grand cru Geisberg vendanges tardives muscat ;
- alsace grand cru Geisberg sélection de grains nobles riesling ;
- alsace grand cru Geisberg sélection de grains nobles gewurztraminer ;
- alsace grand cru Geisberg sélection de grains nobles pinot gris ;
- alsace grand cru Geisberg sélection de grains nobles muscat.